# Bacelarella pavida
Bacelarella pavida is een spinnensoort in de taxonomische indeling van de springspinnen (Salticidae).
Het dier behoort tot het geslacht Bacelarella. De wetenschappelijke naam van de soort werd voor het eerst geldig gepubliceerd in 2001 door Szüts & Rudy Jocqué.